# Kubok Rossii 2004-2005
La Coppa di Russia 2004-2005 (in russo Кубок России?, Kubok Rossii) è stata la 13ª edizione del principale torneo a eliminazione diretta del calcio russo. Il torneo è iniziato il 23 marzo 2004 ed è terminato il 29 maggio 2005, con la finale giocata allo Stadio Lužniki di Mosca. Il CSKA Mosca ha vinto la coppa, la seconda della sua storia, battendo in finale il Chimki.

## Formula
Fu confermata la formula della stagione precedente: la Coppa si dipanava su dieci turni, i primi cinque e la finale disputati in gara unica, gli altri con partite di andata e ritorno: in caso di parità al termine dei novanta minuti venivano disputati i tempi supplementari; in caso di ulteriore parità venivano effettuati i tiri di rigore.
I primi quattro turni videro coinvolte esclusivamente squadre di Vtoroj divizion 2004.
Le formazioni di Pervyj divizion 2004 entrarono in scena al quinto turno.
Le sedici squadre della Prem'er-Liga 2004, invece, entrarono in gioco nel sesto turno (i sedicesimi di finale).

## Primo turno
Le partite furono disputate tra il 23 marzo e il 24 aprile 2004.
A questo turno parteciparono 16 squadre iscritte alla Vtoroj divizion 2004.
| Squadra 1                 | Risultato       | Squadra 2                |
| ------------------------- | --------------- | ------------------------ |
| Kavkaztransgaz Izobil'nyj | [ 1 ]           | Zhemchuzhina Budyonnovsk |
| Družba Majkop             | 0 – 0 (6-5 dcr) | SKA Rostov               |
| Lobnya-Alla Lobnya        | 2 – 0           | FK Obninsk               |
| Almaz Mosca               | 1 – 0 (dts)     | Volga Tver'              |
| Uralec-TS Nižnij Tagil    | 0 – 2           | Tobol Kurgan             |
| Lada-SOK                  | 3 – 4 (dts)     | Rubin-2                  |
| Dinamo Kirov              | 2 – 0           | FK Iževsk                |
| Baltika-Tarko Kaliningrad | 0 – 1           | Sportakademklub          |

## Secondo turno
Le partite furono disputate tra il 13 aprile e il 2 maggio 2004.
A questo turno presero parte le otto vincitrici del turno precedente a cui si unirono altre 58 squadre provenienti dalla Vtoroj divizion 2004.
| Squadra 1                   | Risultato       | Squadra 2                     |
| --------------------------- | --------------- | ----------------------------- |
| Volgar'-Gazprom             | 1 – 0 (dts)     | Sudostroitel' Astrachan'      |
| Vitjaz' Krymsk              | 2 – 1           | Slavyansk Slavyansk-na-Kubani |
| Tekstil'ščik Kamyšin        | 0 – 3           | Olimpija Volgograd            |
| Rotor-2                     | 1 – 4           | Torpedo Volžskij              |
| Krasnodar-2000              | 1 – 0 (dts)     | Družba Majkop                 |
| Dinamo Stavropol'           | 0 – 2           | Kavkaztransgaz Izobil'nyj     |
| Angušt Nazran'              | 2 – 1 (dts)     | Avtodor Vladikavkaz           |
| Smena K.N.A.                | 1 – 1 (3-4 dcr) | Okean                         |
| Čkalovec-1936               | 1 – 1 (3-5 dcr) | Irtyš Omsk                    |
| Tobol Kurgan                | 0 – 3           | Ural                          |
| Rubin-2                     | 1 – 0           | Lada Togliatti                |
| Neftjanik Ufa               | 1 – 2           | Sodovik                       |
| Lukoil Čeljabinsk           | 1 – 0           | Zenit Čeljabinsk              |
| Gazovik Orenburg            | 1 – 1 (dcr)     | Nosta Novotroick              |
| Ėnergetik Uren'             | 1 – 0           | Dinamo Kirov                  |
| Ėlektronika Nižnij Novgorod | 2 – 0           | Lokokomtiv Nižnij Novg.       |
| Alnas                       | 0 – 1 (dts)     | Volga Ul'janovsk              |
| Zenit-2                     | [ 2 ]           | Svetogorec                    |
| Voločanin-Ratmir            | 2 – 0           | Almaz Mosca                   |
| Vitjaz' Podol'sk            | 2 – 0           | Titan Mosca                   |
| Sportakademklub             | 1 – 0           | Petrotrest                    |
| Spartak Tambov              | 1 – 0           | Rjazan'-Agrokomplekt          |
| Spartak Ščëlkovo            | 0 – 1           | FK Vidnoye                    |
| Spartak Kostroma            | 2 – 0           | Tekstilščik-Telekom Ivanovo   |
| Saturn Egor'evsk            | 0 – 1           | Biokhimik-Mordovia Saransk    |
| Pskov-2000                  | 0 – 1           | BSK Spirovo                   |
| Lokomotiv Kaluga            | 0 – 1           | Lobnya-Alla Lobnya            |
| Elec                        | 2 – 1           | Fakel Voronež                 |
| Dinamo Vologda              | 3 – 1 (dts)     | Severstal' Čerepovec          |
| Don Novomoskovsk            | 0 – 0 (8-7 dcr) | Spartak Luchovicy             |
| Avangard Kursk              | 1 – 1 (5-4 dcr) | Saljut-Ėnergija               |
| Zenit Penza                 | 3 – 0           | Iskra Ėngel's                 |
| Torpedo Vladimir            | 0 – 2           | Reutov                        |

## Terzo turno
Le partite furono disputate tra il 10 e il 23 maggio 2004.
Vi parteciparono le 33 squadre promosse del turno precedente cui si unirono altre sette squadre.
| Squadra 1                  | Risultato       | Squadra 2                          |
| -------------------------- | --------------- | ---------------------------------- |
| Vitjaz' Krymsk             | 1 – 2 (dts)     | Krasnodar-2000                     |
| Torpedo Volžskij           | 2 – 2 (3-4 dcr) | Olimpija Volgograd                 |
| Kavkaztransgaz Izobil'nyj  | 2 – 0           | Mašuk-KMV Pjatigorsk               |
| Angušt Nazran'             | 3 – 1           | Volgar'-Gazprom                    |
| Zvezda Irkutsk             | 2 – 1           | Sibirjak Bratsk                    |
| Okean                      | 0 – 0 (4-5 dcr) | Amur Blagoveščensk                 |
| Metallurg Krasnojarsk      | 3 – 1 (dts)     | Šachtër Prokop'evsk                |
| Irtyš Omsk                 | 3 – 2 (dts)     | Dinamo Barnaul                     |
| Volga Ul'janovsk           | 2 – 1           | Rubin-2                            |
| Ural                       | 2 – 2 (2-4 dcr) | Lukoil Čeljabinsk                  |
| Sodovik                    | 2 – 0           | Nosta Novotroick                   |
| Ėnergetik Uren'            | 5 – 2           | Ėlektronika Nižnij Novgorod        |
| Sportakademklub            | 1 – 0 (dts)     | Zenit-2                            |
| Spartak Tambov             | 4 – 3 (dts)     | Zenit Penza                        |
| Lobnya-Alla Lobnya         | 1 – 0 (dts)     | Vitjaz' Podol'sk                   |
| FK Vidnoye                 | 2 – 1           | FK Reutov                          |
| Dinamo Vologda             | 1 – 1 (3-4 dcr) | Spartak Kostroma                   |
| BSK Spirovo                | 1 – 0 (dts)     | Volochanin-Ratmir Vyshniy-Volochek |
| Biokhimik-Mordovia Saransk | 3 – 2 (dts)     | Don Novomoskovsk                   |
| Avangard Kursk             | 0 – 2           | Elec                               |

## Quarto turno
Le partite furono disputate tra il 5 e 13 giugno 2004.
A questo turno presero parte le venti squadre promosse dal turno precedente.
| Squadra 1                  | Risultato       | Squadra 2                 |
| -------------------------- | --------------- | ------------------------- |
| Olimpija Volgograd         | 4 – 0           | Angušt Nazran'            |
| Krasnodar-2000             | 1 – 0           | Kavkaztransgaz Izobil'nyj |
| Volga Ul'janovsk           | 1 – 0           | Ėnergetik Uren'           |
| Sodovik                    | 2 – 2 (5-4 dcr) | Lukoil Čeljabinsk         |
| Amur Blagoveščensk         | 2 – 0           | Zvezda Irkutsk            |
| Irtyš Omsk                 | 1 – 0           | Metallurg Krasnojarsk     |
| Elec                       | 4 – 1           | Spartak Tambov            |
| FK Vidnoye                 | 0 – 1 (dts)     | Spartak Kostroma          |
| BSK Spirovo                | 1 – 0           | Sportakademklub           |
| Biokhimik-Mordovia Saransk | 1 – 0           | Lobnya-Alla Lobnya        |

## Quinto turno
Le partite furono disputate il 2 luglio 2004.
Vi parteciparono le dieci squadre promosse del turno precedente e le 22 squadre iscritte alla Pervyj divizion 2004.
| Squadra 1                  | Risultato   | Squadra 2         |
| -------------------------- | ----------- | ----------------- |
| Volga Ul'janovsk           | 0 – 3       | KAMAZ             |
| Uralan                     | 1 – 2 (dts) | Dinamo Machačkala |
| Tom' Tomsk                 | 4 – 1       | Metallurg-Kuzbass |
| Spartak Kostroma           | 1 – 2       | Dinamo Brjansk    |
| Sokol Saratov              | 2 – 0       | Lisma-Mordovija   |
| Sodovik                    | 4 – 1       | Neftechimik       |
| Olimpija Volgograd         | 3 – 1       | Anži              |
| Lokomotiv Čita             | 1 – 0       | Luč-Ėnergija      |
| Orël                       | 0 – 1       | Metallurg Lipeck  |
| Krasnodar-2000             | 0 – 2       | Terek Groznyj     |
| Chimki                     | 5 – 1       | Baltika           |
| Černomorec Novorossijsk    | 3 – 0       | Spartak Nal'čik   |
| BSK Spirovo                | 0 – 1       | Arsenal Tula      |
| Biokhimik-Mordovia Saransk | 2 – 4 (dts) | Elec              |
| Amur Blagoveščensk         | 0 – 1       | SKA-Ėnergija      |
| Irtyš Omsk                 | 2 – 0       | Gazovik-Gazprom   |

## Sedicesimi di finale
Questo è stato il primo turno disputato con gare di andata e ritorno; le partite di andata furono disputate il 31 luglio e il 1º agosto 2004, quelle di ritorno tra il 7 agosto e il 20 novembre 2004. A questo turno parteciparono le 16 squadre promosse dal turno precedente e le 16 squadre militanti nella Prem'er-Liga 2004.
| Squadra 1               | Totale | Squadra 2             | Andata | Ritorno |
| ----------------------- | ------ | --------------------- | ------ | ------- |
| Sokol Saratov           | 2 - 3  | CSKA Mosca            | 2 - 0  | 0 - 3   |
| Terek Groznyj           | 0 - 1  | Amkar Perm'           | 0 - 1  | 0 - 0   |
| Rubin                   | 1 - 4  | Chimki                | 0 - 1  | 1 - 3   |
| Černomorec Novorossijsk | 2 - 1  | Lokomotiv Mosca       | 1 - 0  | 1 - 1   |
| Elec                    | 1 - 8  | FK Mosca              | 1 - 3  | 0 - 5   |
| Arsenal Tula            | 2 - 5  | Alanija Vladikavkaz   | 0 - 0  | 2 - 5   |
| Dinamo Mosca            | 5 - 0  | Dinamo Machačkala     | 2 - 0  | 3 - 0   |
| Sodovik                 | 2 - 4  | Rostov                | 1 - 2  | 1 - 2   |
| Saturn                  | 6 - 1  | KAMAZ                 | 3 - 0  | 3 - 1   |
| Tom' Tomsk              | 2 - 4  | Kuban'                | 1 - 1  | 1 - 3   |
| Spartak Mosca           | 1 - 3  | Metallurg Lipeck      | 0 - 2  | 1 - 1   |
| Lokomotiv Čita          | 1 - 5  | Rotor                 | 1 - 0  | 0 - 5   |
| SKA-Ėnergija            | 3 - 4  | Šinnik                | 3 - 0  | 0 - 4   |
| Dinamo Brjansk          | 0 - 4  | Torpedo Mosca         | 0 - 2  | 0 - 2   |
| Kryl'ja Sovetov Samara  | 7 - 2  | Olimpija Volgograd    | 3 - 1  | 4 - 1   |
| Irtyš Omsk              | 1 - 9  | Zenit San Pietroburgo | 0 - 2  | 1 - 7   |

## Ottavi di finale
Le gare di andata furono disputate tra l'1 e il 9 marzo 2005, quelle di ritorno tra il 9 e il 16 marzo 2005.
Alla fine del 2004 le squadre del Rotor Volgograd e del Černomorec Novorossijsk furono escluse dai campionati professionistici e, pertanto, dalla Coppa.
| Squadra 1             | Totale | Squadra 2               | Andata | Ritorno |
| --------------------- | ------ | ----------------------- | ------ | ------- |
| Amkar Perm'           | [ 4 ]  | Černomorec Novorossijsk | -      | -       |
| Šinnik                | [ 5 ]  | Rotor                   | -      | -       |
| Rostov                | 1 - 2  | Saturn                  | 1 - 2  | 0 - 0   |
| Alanija Vladikavkaz   | 1 - 3  | Chimki                  | 0 - 2  | 1 - 1   |
| Dinamo Mosca          | 1 - 2  | Kryl'ja Sovetov Samara  | 1 - 1  | 0 - 1   |
| Zenit San Pietroburgo | 1 - 0  | Kuban'                  | 0 - 0  | 1 - 0   |
| Torpedo Mosca         | 4 - 1  | Metallurg Lipeck        | 3 - 0  | 1 - 1   |
| FK Mosca              | 1 - 6  | CSKA Mosca              | 1 - 3  | 1 - 3   |

## Quarti di finale
Le partite di andata furono disputate il 14 aprile 2005, quelle di ritorno il 21 aprile 2005.
| Squadra 1              | Totale | Squadra 2             | Andata | Ritorno |
| ---------------------- | ------ | --------------------- | ------ | ------- |
| Saturn                 | 1 - 2  | CSKA Mosca            | 1 - 2  | 0 - 0   |
| Kryl'ja Sovetov Samara | 1 - 2  | Amkar Perm'           | 0 - 1  | 1 - 1   |
| Šinnik                 | 1 - 8  | Zenit San Pietroburgo | 0 - 4  | 1 - 4   |
| Torpedo Mosca          | 1 - 4  | Chimki                | 1 - 1  | 0 - 3   |

## Semifinali
Le partite di andata furono disputate il 27 aprile e il 13 maggio 2005, quelle di ritorno il 4 e il 25 maggio 2005.
| Squadra 1             | Totale | Squadra 2   | Andata | Ritorno |
| --------------------- | ------ | ----------- | ------ | ------- |
| Zenit San Pietroburgo | 1 - 2  | CSKA Mosca  | 1 - 0  | 0 - 2   |
| Chimki                | 2 - 0  | Amkar Perm' | 2 - 0  | 0 - 0   |

## Finale
| Arbitro: | Almir Kayumov (Mosca) |

|            |           |  |
| Žirkov 68’ | Marcatori |  |